# 湯沢温泉 (関川村)
湯沢温泉（ゆさわおんせん）は、新潟県岩船郡関川村にある温泉。荒川沿いにある高瀬温泉、雲母（きら）温泉、鷹ノ巣温泉、桂の関温泉と併せてえちごせきかわ温泉郷を構成している。

## 泉質
後述の湯沢共同浴場があり1号井から3号井までの混合泉を使用している。
- 1号井
  - 単純温泉（低張性中性低温泉）[2]
  - 源泉温度は28.7度[2]
- 2号井
  - ナトリウム-塩化物・硫酸塩泉（低張性弱アルカリ性高温泉）[2]
  - 源泉温度は54.6度[2]
- 3号井
  - 含硫黄-ナトリウム-硫酸塩・塩化物泉（低張性弱アルカリ性高温泉）[2]
  - 源泉温度は54.9度[2]

## 温泉街
荒川右岸側、湯蔵山の麓に湧く温泉。共同浴場の「湯沢共同浴場」がある。旅館が数軒あったが、2022年時点で唯一営業していた仲屋旅館が同年の豪雨で被災して再建を断念し廃業となった。
桜田門外の変の実行犯の一人である水戸浪士の関鉄之介捕縛の地としても知られ、吉村昭の小説『桜田門外ノ変』でも取り上げられた。

## 伝説
湯沢温泉は、この温泉郷で最も古いいで湯と言われ、800年前の鎌倉時代の開湯と伝わる。須貝刑部という人物が熊を追っている際、その熊が外傷を癒やしているのを発見し、湯屋を設けたという伝説が残る。

## 歴史
- 現在の湯沢が、慶長2年（1597年）の越後国瀬波郡絵図[5]に、温かい水である「湯」の流れがある村を意味する「遊村」と記されている。
- 正保越後国絵図の控え（1645年）[6]では、湯沢村とある。
- ⼀本堂藥選（1738年）[7]に湯澤の湯が記載されている。
- 高橋[8]は、温泉番付の「越後塩沢の湯」は関川村の湯沢温泉であるとした。
- 吉田[9]は湯澤の項目で、湯澤温泉のことである薬師湯は温百三十度（130°F＝54.4℃）と記録している。
- 2022年8月の豪雨に伴う土砂災害で壊滅的な被害を受け[10]、唯一営業中だった旅館の「仲屋旅館」では1階が埋まり、車が流された[11]。

## アクセス
- JR米坂線・越後下関駅 下車。

関川村エリアのバス路線図（高速バスを除く）。大半の便は土休日運休となる。時刻表は新潟交通観光バス：下関エリアを参照。

- 高速バスZao号「下関」バス停（新潟交通観光バス下関営業所前。越後下関駅前交差点脇）下車。
- 駅および下関営業所からは以下の手段が利用可能。
  - レンタサイクル：駅から徒歩約5分の自転車店と温泉街において「湯～チャリ」の貸出しが行われており、乗り捨て利用も可能[12][13]。
  - 新潟交通観光バス 下関営業所管内の路線バス（平日のみ運行）
- 日本海東北自動車道 荒川胎内ICから国道113号経由で約16 km、約20分